# Polizei SV Bielefeld
Der Polizei SV Bielefeld (offiziell: Polizei-Sportverein Bielefeld) ist ein Sportverein aus Bielefeld.

## Geschichte
Der Verein wurde am 21. Januar 1921 als Polizeisportverein Bielefeld gegründet, musste aber schon nach kurzer Zeit seinen Namen in Polizeiverein für Leibesübungen Bielefeld ändern. Konnten anfangs nur Polizisten dem Verein beitreten öffnete sich der Verein im Jahre 1930 auch für Zivilisten. Infolge des Zweiten Weltkrieges wurde der Verein Ende 1939 stillgelegt und am 6. Juni 1946 als Polizei-Sportverein Bielefeld e.V. von 1921 neu gegründet. Seit 2001 trägt der Verein seinen heutigen Namen.
Ab 1956 richtete der Verein jährlich das Polizeisportfest auf der Königsbrügge aus, bei dem bis zu 10.000 Zuschauer begrüßt wurden. Ebenso war der Polizei SV bis 1993 Veranstalter des Volkslaufs im Stadtteil Sennestadt. Seit 1972 kooperiert die Behindertensportgemeinschafz Bielefeld mit dem Polizei SV.

## Sportangebot
Der Verein bietet die Sportarten Ju-Jutsu / Kobudō / Luta Livre, Kickboxen, Judo, Karate, Wing Chun , Basketball, Bowling, Volleyball, Rehabilitationssport, Breitensport, Herren-Gymnastik, Leichtathletik, Schießsport, Zumba und Selbstverteidigung an. In früheren Zeiten bot der Verein noch Badminton, Boxen, Faustball, Fußball, Handball, Kegeln, Lauftreff, Motorsport, Schwimmen, Skilaufen, Softball und Tischtennis an.

### Softball
Im Jahre 1983 wurde die Softballabteilung gegründet, die ihre Heimspiele auf der Rasenfläche neben der Radrennbahn Bielefeld austrug. Zwischen 1984 und 1994 wurde die Mannschaft elfmal in Folge deutscher Meister im Softball. Später wurde die Abteilung aufgelöst, wobei weder das Jahr noch die Umstände bekannt sind.

### Handball
Die Handballer des Polizei SV Bielefeld erreichten 1929 und 1930 jeweils die Endrunde um die westdeutsche Handballmeisterschaft und erreichten beide Male Platz vier. Im Jahre 1931 gewannen die Bielefelder nach Siegen über den RSV Mülheim, dem SV Kurhessen Kassel sowie einem 5:3-Finalsieg über den Polizei SV Dortmund die sogenannte „Runde der Zweitplatzierten“. Es folgte ein Entscheidungsspiel gegen den VfB 08 Aachen, dessen Sieger sich für die Deutsche Meisterschaft qualifizieren sollte. Hier unterlagen die Bielefelder jedoch knapp mit 6:7. Im Jahre 1934 gelang nach einem 9:5-Sieg im Relegationsspiel gegen den TV Deutsche Eiche Künsebeck der Aufstieg in der seinerzeit erstklassigen Gauliga Westfalen. Mit 2:34 Punkten musste die Mannschaft als abgeschlagener Tabellenletzter der Saison 1934/35 wieder absteigen.

### Leichtathletik
Hans-Werner Wogatzky wurde im Jahre 1966 deutscher Meister über 3000 Meter Hindernis. Die 3-mal-1000-Meter-Staffel wurde bei den deutschen Meisterschaften 1959 Sechster und ein Jahr später Fünfter. 1961 wurde Siegfried Nürnberger im 800-Meter-Lauf Sechster.